# カオチュムトーン駅
カオチュムトーン駅（カオチュムトーンえき、タイ語:สถานีรถไฟชุมทางเขาชุมทอง）は、タイ王国南部ナコーンシータンマラート県ロンピブーン郡にある、タイ国有鉄道南本線の駅である。

## 概要
カオチュムトーン駅は、タイ王国南部ナコーンシータンマラート県の人口8万4千人が暮らすロンピブーン郡にある。当駅は、タイ国鉄南本線とその支線であるナコーンシータンマラート支線の分岐駅である。二等駅であるが一部の急行列車が停車する。（特急は停車しない。）
1日に14本（7往復）の列車が発着しその内訳は、寝台急行1往復、寝台快速2往復、普通4往復である。当駅に到着するバンコク発の列車は全てクルンテープ駅（フワランポーン駅）発であり、その乗車距離は797.06kmであり、急行列車利用で13時間45分程度である。

## 歴史
南本線が順調に延伸を続けている、1914年10月1日に開業した。同日ナコーンシータンマラート線も開業している為、開業時から分岐駅であった。これより約2年後の1916年9月1日にバンコクより南本線を経由して当駅まで接続された。 
- 1914年10月1日【開業】トゥンソン分岐駅 - パッタルン駅（88.93km）
- 1914年10月1日【開業】カオチュムトーン分岐駅 - ナコーンシータンマラート駅（35.01km）

## 駅構造
単式及び島式1面の複合型ホーム2面2線をもつ地上駅であり、駅舎はホームに面している。